# Cyclocephala latipennis
Cyclocephala latipennis är en skalbaggsart som beskrevs av Gilbert John Arrow 1911. Cyclocephala latipennis ingår i släktet Cyclocephala och familjen Dynastidae. Inga underarter finns listade i Catalogue of Life.